# Estación de Fira
La estación de Fira del metro de Barcelona es una estación de la línea 9 que está situada en el cruce de las calles Pedrosa y Botànica. Dispone de un solo acceso. La estación cuenta con ascensores y escaleras mecánicas. Está previsto que en esta estación también pararán trenes de la línea 2. La estación está dotada de servicio de facturación hacia el aeropuerto. La estación de la L9 se abrió al público el 12 de febrero de 2016, y la de la L2 aún no hay fecha. También dispone de un pasillo que conecta el metro con la Fira Gran Via. 
| << cabecera | < estación    | línea  | estación >     | cabecera >>                |
| ----------- | ------------- | ------ | -------------- | -------------------------- |
| Metro       |               |        |                |                            |
| Aeroport T1 | Parc Logístic | (20??) | Foc            | Badalona Pompeu Fabra      |
| Aeroport T1 | Parc Logístic |        | Europa \| Fira | Zona Universitària Can Zam |